# Sabine Bischoff
Sabine Bischoff, po mężu Wolf (ur. 21 maja 1958 w Koblencji, zm. 6 marca 2013 w Weikersheim) – niemiecka florecistka reprezentująca RFN, złota medalistka olimpijska i wielokrotna medalistka mistrzostw świata.
Na igrzyskach olimpijskich w Los Angeles w 1984 roku reprezentacja RFN w składzie: Christiane Weber, Cornelia Hanisch, Sabine Bischoff, Ute Kircheis-Wessel i Zita Funkenhauser zdobyła drużynowo złoty medal. W rywalizacji indywidualnej zajęła siódme miejsce. Były to jej jedyne starty olimpijskie.
Podczas mistrzostw świata w Melbourne w 1979 roku wspólnie z Cornelią Hanisch, Ingrid Losert, Ute Wessel i Juttą Höhne zdobyła brązowy medal w turnieju drużynowym. W tej samej konkurencji zdobywała następnie złoty medal na mistrzostwach świata w Barcelonie (1985), srebrne podczas mistrzostw świata w Clermont-Ferrand (1981) i mistrzostw świata w Wiedniu (1983) oraz brązowe na mistrzostwach świata w Rzymie (1982) i mistrzostwach świata w Sofii (1986). Ponadto na mistrzostwach świata w Barcelonie w 1985 roku zdobyła także srebrny medal indywidualnie, przegrywając w finale z Cornelią Hanisch.
Zmarła w 2013 roku po długiej chorobie.